# Under My Thumb
«Under My Thumb» — песня, написанная дуэтом Мика Джаггера и Кита Ричардса. The Rolling Stones записывали её для своего альбома Aftermath 1966 года. Тем не менее песня никогда не выпускалась синглом в англо-язычных странах, несмотря на то, что она является одной из самых популярных песен группы того периода и появляется на нескольких сборниках лучших песен, таких как Hot Rocks 1964—1971. В 1968 году «Under My Thumb» была выпущена отдельным синглом в Японии. Песня также была выпущена синглом в Италии.
The Rolling Stones время от времени исполняли песню на своём турне по США в 1981 году, на европейском туре 1982 года, песня исполнялась в начале каждого концерта. Они периодически исполняли эту песню на турах 1997—1998 и 2006.

## Лирика и музыка
В лирике песни исследуется борьба за сексуальную власть, в которой лирика Джаггер празднует успех — он контролирует и имеет рычаги воздействия на раннее напористую, доминирующую над ним женщину. Джаггер позже сказал о песни в интервью 1995 года: «Это был слегка шутливый номер, правда. Это не совсем антифеминистская песня, как любая другая … Да, это карикатура и я написал это девушке, которая была очень напористой сперва». На протяжении многих лет, начиная с тура 1969 года, Джаггер менял слово «girl» — «девушка» на «woman» — «женщину».
Как и во многих песнях периода альбома Aftermath, в «Under My Thumb» используется больше инструментов, чем на предыдущих альбомах Стонз, включаю партию «fuzz» баса, исполненную Биллом Уайменом и рифф сыгранный на маримбе Брайаном Джонсом — который обеспечивает наиболее выдающийся хук песни.
Лирика песни, которая успешно смакует 'укрощение строптивой' и сравнивает женщину с «питомцем», «сиамской кошкой» и «извивающейся собакой», вызвала некоторые негативные реакции, особенно от феминисток, которые возражали против того, что в этой песне они воспринимаются как подавляющая сексуальная политика мужского рассказчика. Например, американский профессор гуманитарных наук Камилле Паглиа сообщила, что её восхищение песней и её защита стали точкой разрыва между ней и радикальными феминистами конца 60-х годов.

## Участники записи
- Мик Джаггер — вокал, щелчки пальцев, хлопки
- Кит Ричардс — электрогитара, акустическая гитара
- Брайан Джонс — маримба
- Билл Уаймен — бас гитара, fuzz bass
- Чарли Уоттс — барабаны
- Иэн Стюарт — пианино